# Republika Zielonego Przylądka na Letnich Igrzyskach Olimpijskich 2016
Republika Zielonego Przylądka na Letnich Igrzyskach Olimpijskich 2016 w Rio de Janeiro reprezentowało pięciu zawodników. Był to 10. start Republiki Zielonego Przylądka na letnich igrzyskach olimpijskich.

## Reprezentanci

### Lekkoatletyka
| Zawodnik/Zawodniczka | Konkurencja                         | Runda 1  | Runda 1 | Runda 2  | Runda 2 | Półfinał | Półfinał | Finał    | Finał   |
| Zawodnik/Zawodniczka | Konkurencja                         | Rezultat | Pozycja | Rezultat | Pozycja | Rezultat | Pozycja  | Rezultat | Pozycja |
| -------------------- | ----------------------------------- | -------- | ------- | -------- | ------- | -------- | -------- | -------- | ------- |
| Jordin Andrade       | Bieg na 400 m przez płotki mężczyzn | 49,35 q  | 20.     | —        | —       | 49,32    | 16.      | NQ       | NQ      |
| Lidiane Lopes        | Bieg na 100 m kobiet                | 12,38    | =9.     | NQ       | NQ      | NQ       | NQ       | NQ       | NQ      |

### Gimnastyka artystyczna
| Zawodnik    | Konkurencja            | Eliminacje | Eliminacje | Finał | Finał   |
| Zawodnik    | Konkurencja            | Wynik      | Pozycja    | Wynik | Pozycja |
| ----------- | ---------------------- | ---------- | ---------- | ----- | ------- |
| Elyane Boal | wielobój indywidualnie | 38,640     | 26.        | NQ    | NQ      |

### Boks
| Zawodnik        | Konkurencja | 1/16             | 1/8              | Ćwierćfinały     | Półfinały        | Finał            | Finał   |
| Zawodnik        | Konkurencja | Przeciwnik Wynik | Przeciwnik Wynik | Przeciwnik Wynik | Przeciwnik Wynik | Przeciwnik Wynik | Pozycja |
| --------------- | ----------- | ---------------- | ---------------- | ---------------- | ---------------- | ---------------- | ------- |
| Davilson Morais | +91 kg      | -                | Joe Joyce P TKO  | NQ               | NQ               | NQ               | 9.      |

### Taekwondo
| Zawodnik      | Konkurencja | 1/8                                 | Ćwierćfinał      | Półfinał         | Repesaż 1        | Repesaż 2        | Finał            | Finał   |
| Zawodnik      | Konkurencja | Przeciwnik Wynik                    | Przeciwnik Wynik | Przeciwnik Wynik | Przeciwnik Wynik | Przeciwnik Wynik | Przeciwnik Wynik | Pozycja |
| ------------- | ----------- | ----------------------------------- | ---------------- | ---------------- | ---------------- | ---------------- | ---------------- | ------- |
| Maria Andrade | 49 kg       | Panipak Wongpattanakit P 6-18 (PTG) | NQ               | NQ               | NQ               | NQ               | NQ               | NQ      |